# عزبة الورد
قرية عزبة الورد هي إحدى القرى التابعة لمركز ساحل سليم في محافظة أسيوط في جمهورية مصر العربية.